# Albin Stark
John Albin Svensson Stark, född 14 augusti 1885 i Hälsingtuna församling, Gävleborgs län, död 28 augusti 1960 i Oscars församling, Stockholm
, var en svensk arkitekt. Hans söner Per Olof Stark och Erik Stark, var också arkitekter. Sonen Hans Stark var byggnadsingenjör.

## Liv och verk
Albin Stark påbörjade sina studier vid Kungliga tekniska högskolan 1908. År 1911, parallellt med studierna, grundade han tillsammans med den tre år äldre Josef Östlihn arkitektkontoret Östlihn & Stark. Firman blev mycket framgångsrik, och står bakom 30-talet byggnader i Stockholms innerstad. Man ritade främst bostadshus åt privata byggherrar, vilket var det vanliga vid denna tid. År 1920 upplöstes Östlihn & Stark, och arkitekterna öppnade året därpå var sin egen verksamhet. Albin Stark arbetade 1921-45 ensam och 1945-60 tillsammans med sonen, arkitekten Erik Stark.
År 1922 vistades Albin Stark en tid i Kina, där han bland annat fick i uppdrag av den kinesiska regeringen att bygga om de stora ceremonihallarna i Förbjudna staden till parlamentsbyggnader. Han började sitt arbete med att göra noggranna uppmätningar av Tai He Dian (Högsta harmonins hall) och i april 1923 lade han fram sitt förslag. På grund av den politiska instabiliteten blev det dock inget av projektet. Däremot har hans uppmätningar används flitigt av forskare runt om i världen, eftersom dessa var de första av sitt slag som hade gjorts.
Väl hemma kom Stark att arbeta i den funktionalistiska andan, men använde sig vid ett par tillfällen av sina erfarenheter av kinesisk arkitektur. Det största och mest berömda av hans projekt är Chinateatern i Stockholm. Det andra Kinainspirerade projektet var en ombyggnad av sinologen Osvald Siréns villa.

## Byggnader (urval)
I kronologisk ordning.

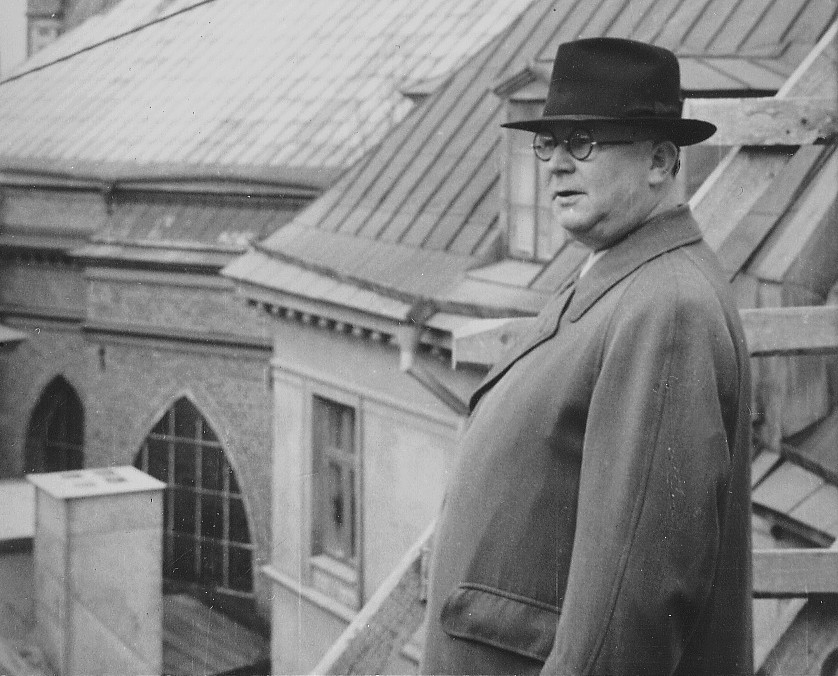
Albin Stark i samband med saneringen av kvarteret Cygnus, Gamla stan, 1939.

- Trumslagaren 15, Lützengatan 9, 1925
- Hamngatan 2 modernisering och ombyggnad till kontor, Stockholm, 1924–1926
- Kontorshus på Kungsgatan 27–33, där Albin Stark var arkitekt för Kungsgatan 27, 1924-1926
- Kungsgatan 48, tillsammans med Ernst Grönwall
- Nya Elementarskolan för flickor, Kommendörsgatan 31, Stockholm, 1926
- Shellhuset, Stockholm, Birger Jarlsgatan 64, Östermalm, Stockholm, 1927
- Chinateatern, Stockholm, 1928
- Villa Sirén, ombyggnad, 1929
- Östra station, Roslagsbanan, Stockholm, 1932 (med Erik Lallerstedt)
- Kvarteret Cepheus, sanering, ett triangelformat kvarter sydost om Stortorget, Gamla stan, Stockholm, 1936-1938
- Kvarteret Cygnus, sanering, ett kvarter som omges av Tyska skolgränd i norr, Gamla stan, Stockholm, 1938-1939
- YK-huset, kollektivhus för Yrkeskvinnornas klubb, Furusundsgatan 9, Ladugårdsgärdet, Stockholm, 1939, (med Hillevi Svedberg)
- Kollektivhuset Lundagård, Södermalm, Stockholm 1941
- Biograf Anglais, Stockholm, 1942-1943
- Aaltohuset, Avesta, 1944 (med Alvar Aalto)
- Hagabrohus i Örebro, 1945-1947
- Enköpingsvägen 3, Solna, 1945-1948
- Hagavägen 14-16, Solna, 1946
- Polhemsgatan 9-11, Solna, 1947
- Skytteholm, stadsplan, Solna, 1948 (tillsammans med Alvar Aalto)

## Bilder, verk i urval

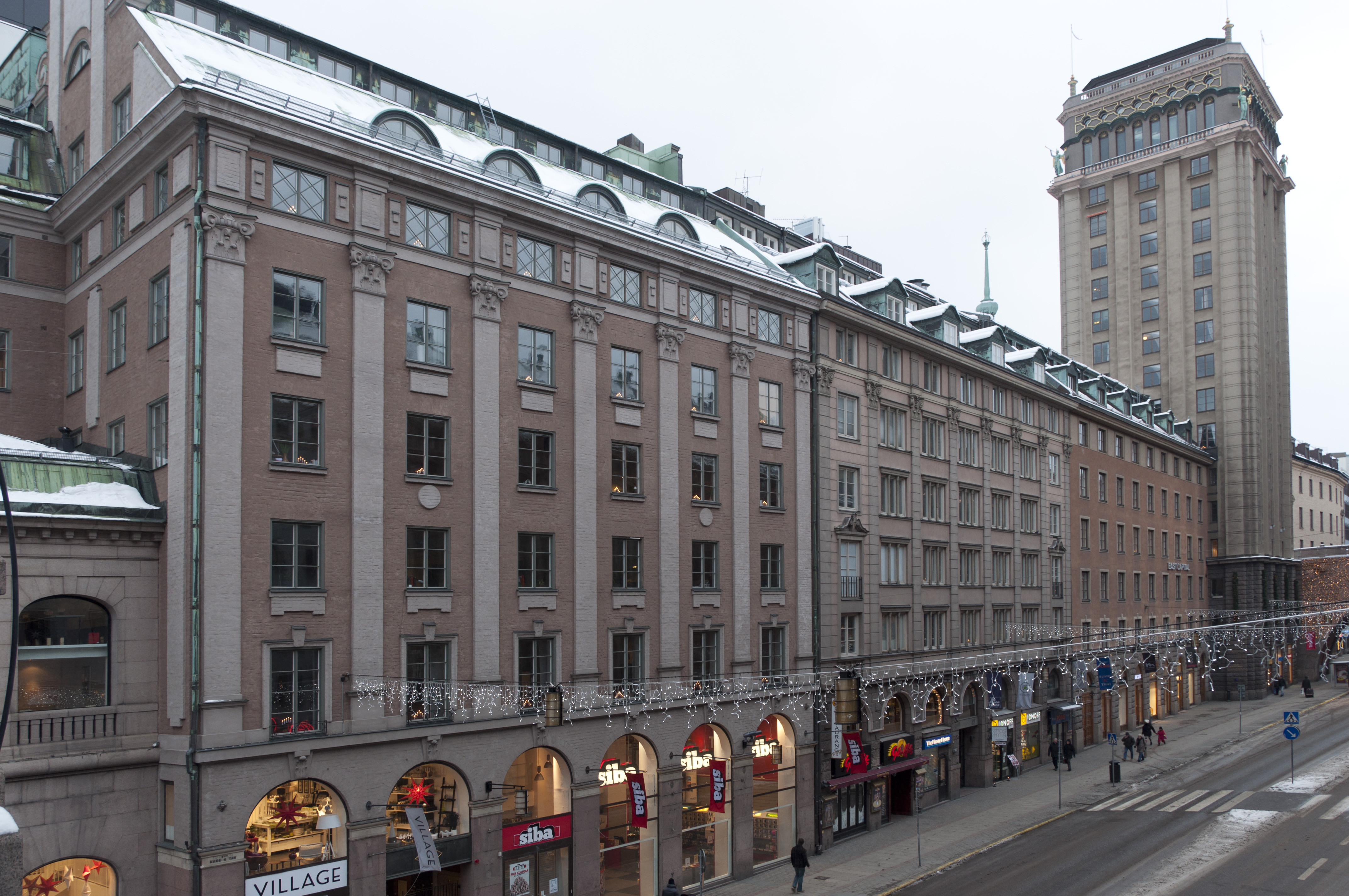
Kontorshus, Kungsgatan 27-33, Stockholm (1924-1926)
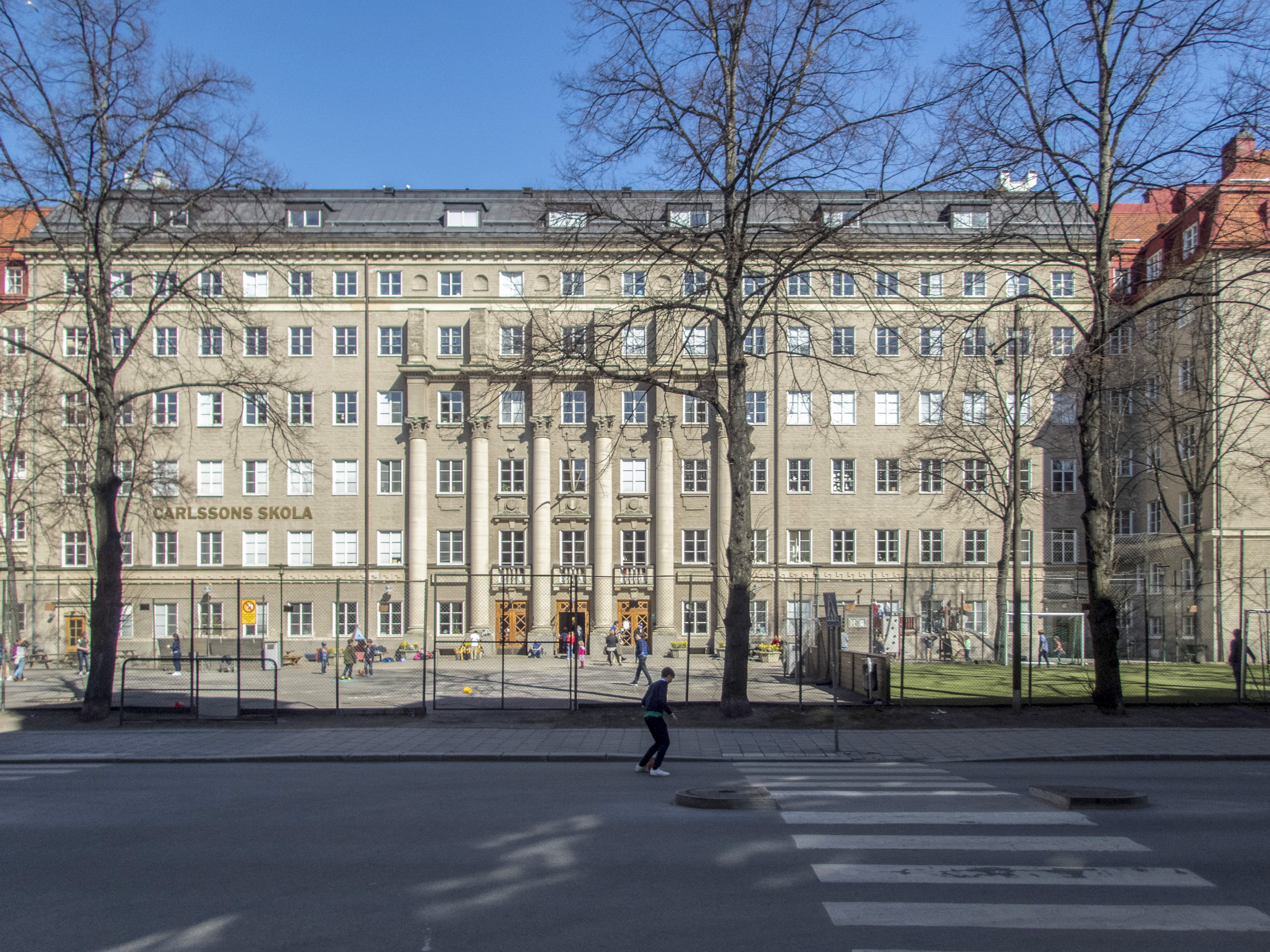
F.d. Nya Elementarskolan för flickor - Ahlströmska skolan, Kommendörsgatan 31, Östermalm, Stockholm (1926)
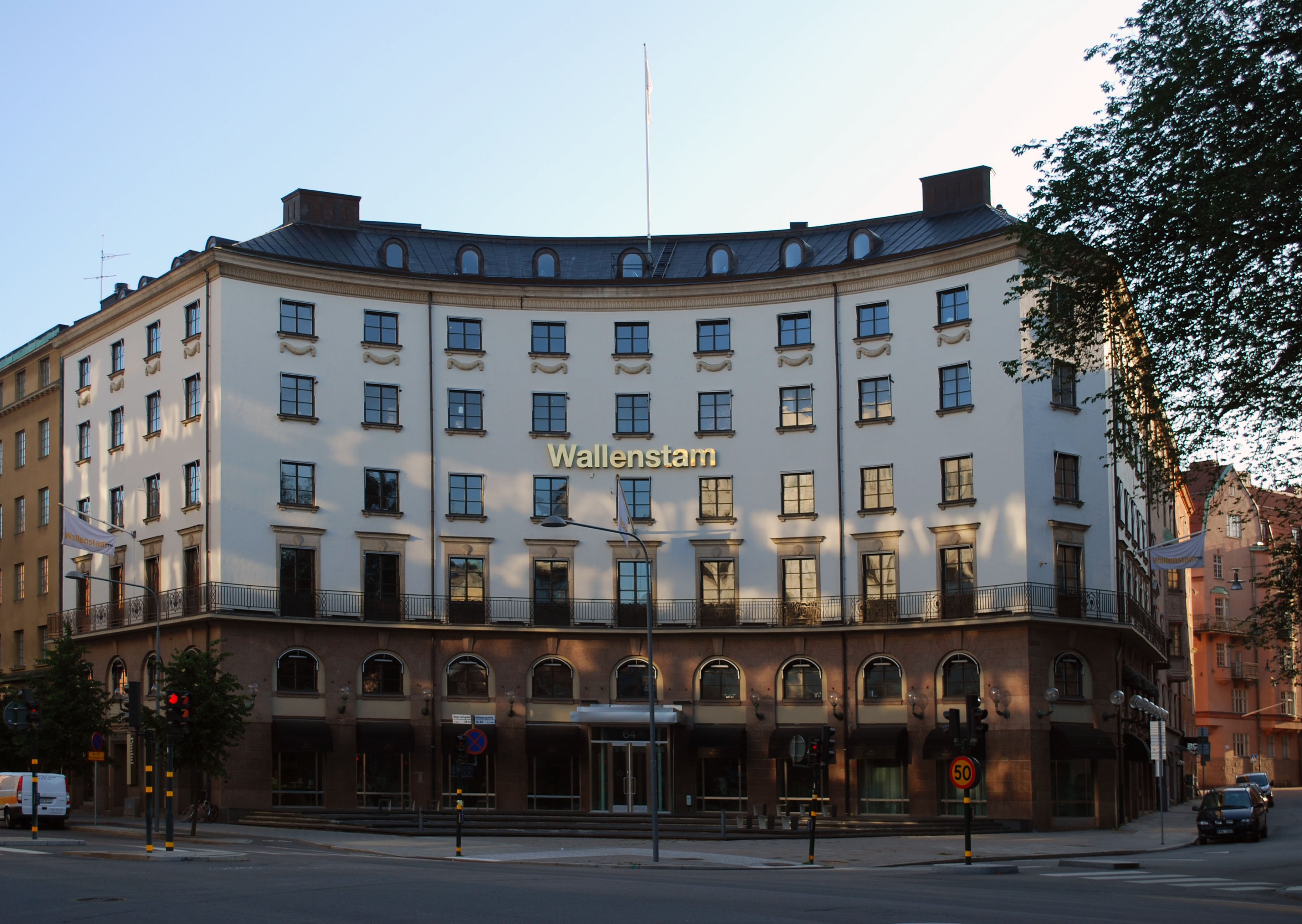
Shellhuset, Birger Jarlsgatan 64, Stockholm (1927)
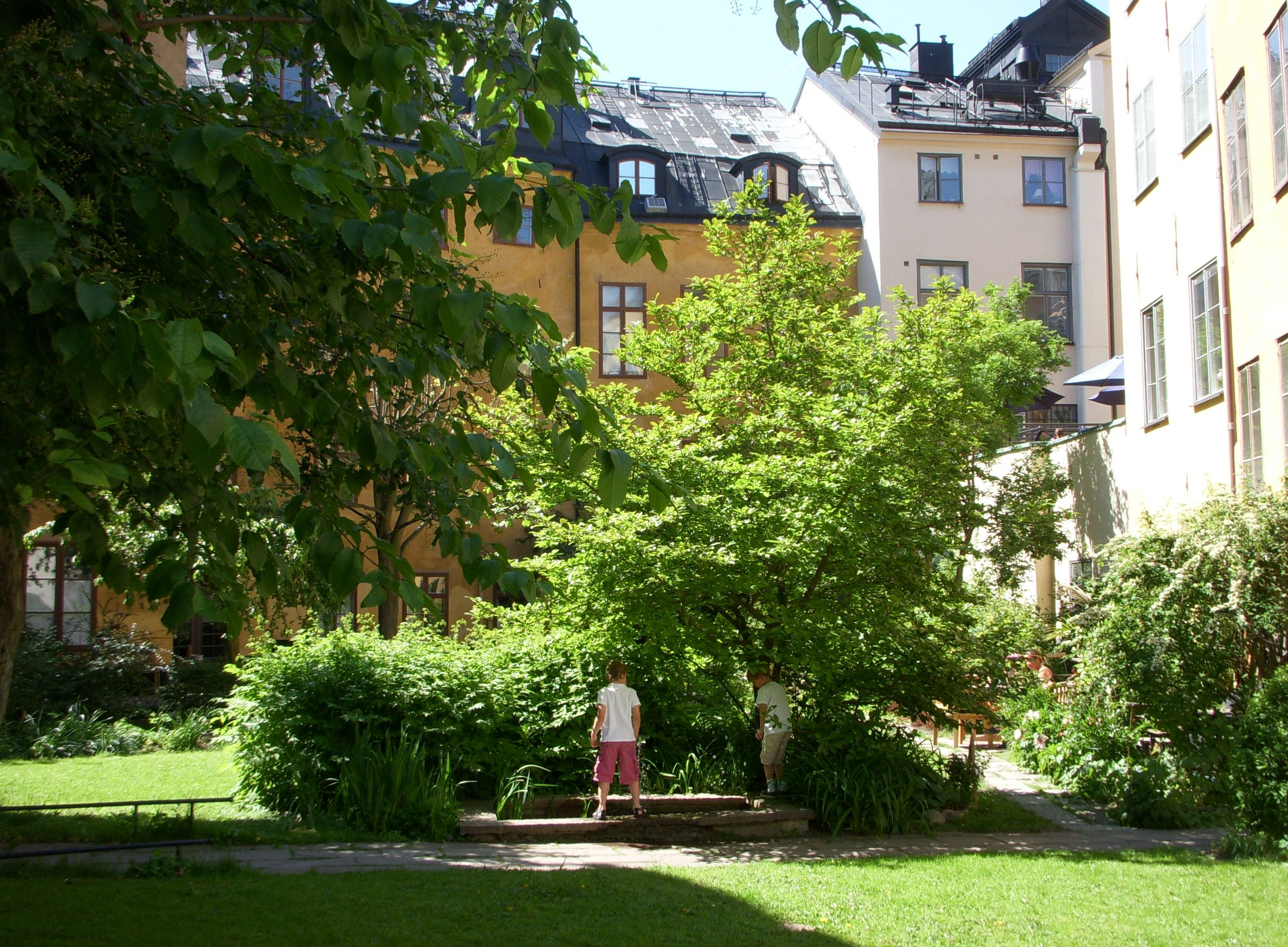
Kvarteret Cepheus (sanering) (1936-1938)
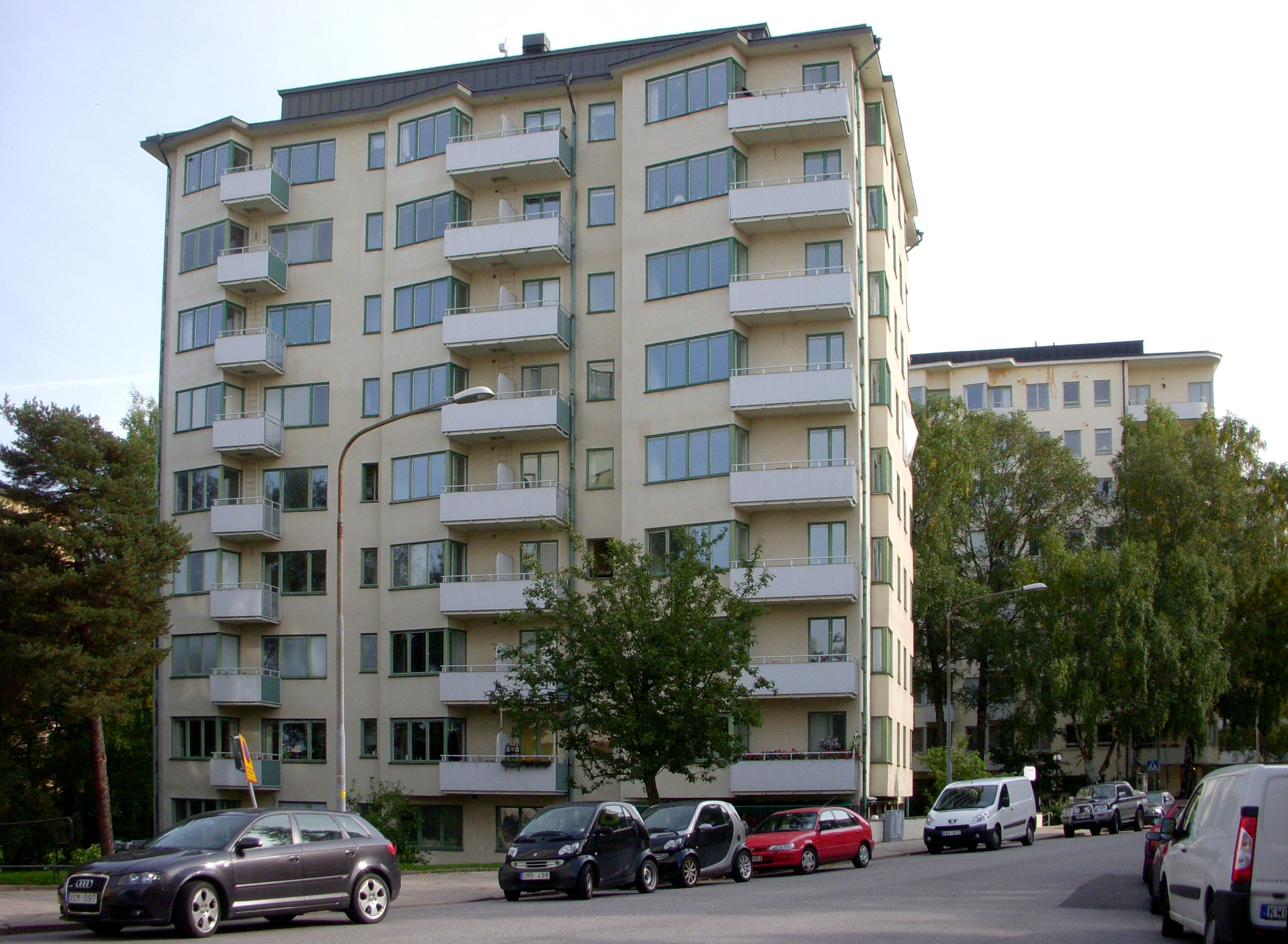
YK-huset, Furusundsgatan 9, Ladugårdsgärdet, Stockholm (1939)
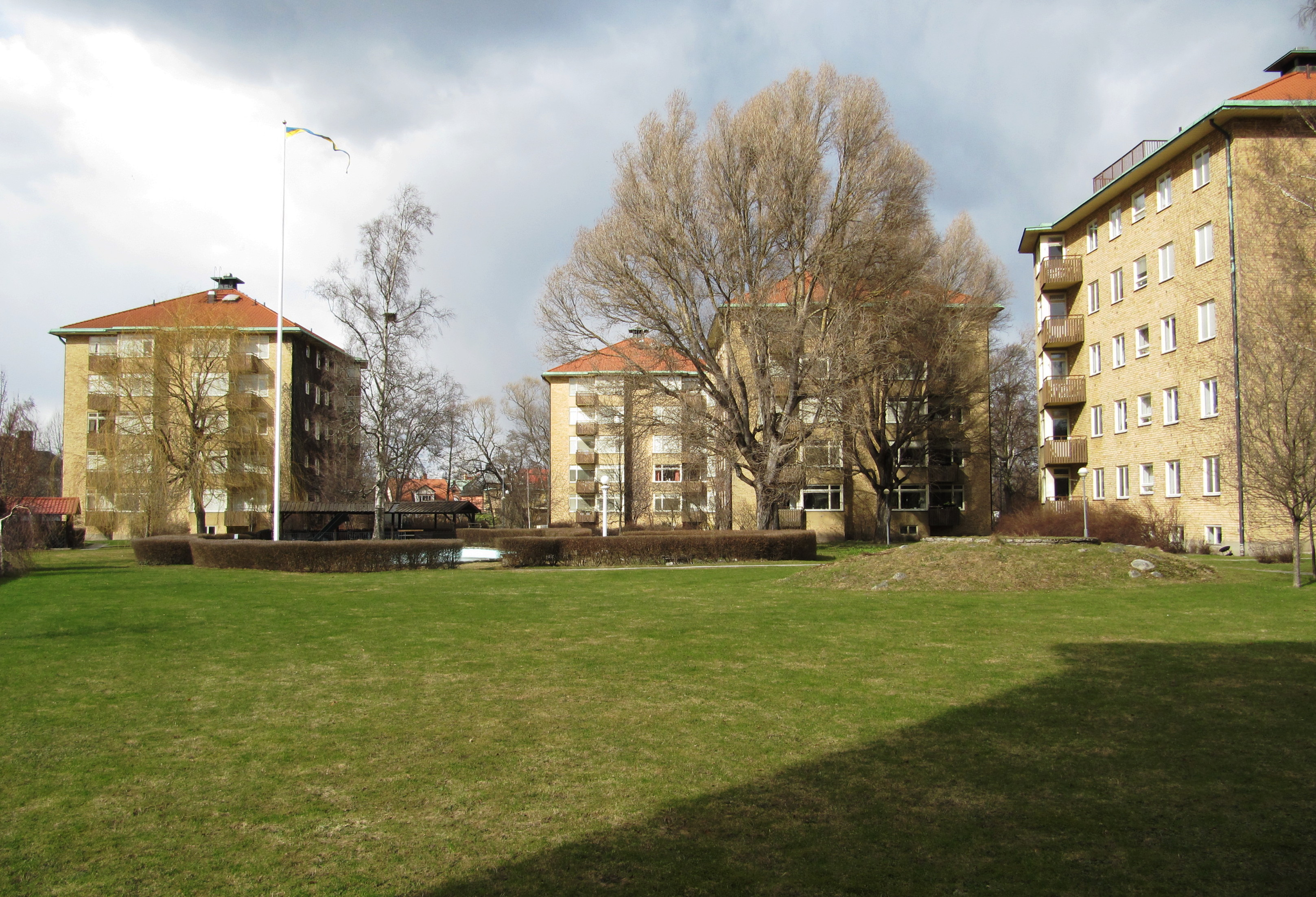
Hagabrohus, Örebro (1945-1947)